# سد قمقوم
سدّ ڤَمْڤُوم سد يقع بمعتمدية سجنان بولاية بنزرت بالشمال التونسي قرب رأس سيراط وقرية غيران.